# Poul-Erik Thygesen
Poul-Erik Thygesen (ur. 17 lipca 1950 w Gentofte) – duński piłkarz występujący na pozycji napastnika.

## Kariera klubowa
Thygesen karierę rozpoczynał w sezonie 1968 w drugoligowym zespole B1903. W debiutanckim sezonie awansował z nim do pierwszej ligi. W sezonach 1969 oraz 1970 wywalczył z zespołem mistrzostwo Danii, a w sezonie 1972 wicemistrzostwo Danii. Pod koniec 1973 roku został graczem niemieckiego Werderu Brema. W Bundeslidze zadebiutował 5 stycznia 1974 w wygranym 3:1 meczu z 1. FC Kaiserslautern, w którym strzelił też gola. Graczem Werderu był do końca sezonu 1974/1975.
Następnie Thygesen przez dwa sezony grał w szwajcarskim FC Winterthur, a w 1978 roku wrócił do Danii, gdzie został graczem drugoligowego Glostrup IC. W 1979 roku przeszedł do pierwszoligowego B1903, z którym w sezonie 1979 zdobył Puchar Danii. W 1980 roku zakończył karierę.

## Kariera reprezentacyjna
W reprezentacji Danii Thygesen zadebiutował 14 października 1970 w przegranym 0:1 meczu eliminacji Mistrzostw Europy 1972 z Portugalią. W drużynie narodowej rozegrał 3 spotkania, wszystkie w 1970 roku.